# Wspólnota Samorządowa Województwa Śląskiego
Wspólnota Samorządowa Województwa Śląskiego – komitet wyborczy wyborców startujący w wyborach samorządowych w 2002 do sejmiku śląskiego II kadencji.
Lista wyborcza została zorganizowana z inicjatywy marszałka województwa Jana Olbrychta z partii Ruch Społeczny, który był radnym I kadencji z ramienia klubu Wspólnota Samorządowa (pod tą nazwą od końca grudnia 2001 występował dotychczasowy klub Akcji Wyborczej Solidarność, składający się głównie z członków RS i PiS, a początkowo także PO). Na listach Wspólnoty znajdowali się głównie byli działacze AWS (z wyjątkiem polityków PiS i PO, którzy startowali w ramach osobnego, wspólnego komitetu).
W głosowaniu ugrupowanie otrzymało 99 741 głosów (tj. 7,96% poparcia), co było 5. wynikiem w województwie i przełożyło się na cztery mandaty radnych sejmiku, które objęli Józef Berger, Ludgarda Buzek, Jan Olbrycht i Maria Pańczyk-Pozdziej.
W sejmiku śląskim przedstawiciele Wspólnoty powołali własny klub radnych, ostatecznie wszyscy przeszli do Platformy Obywatelskiej. Na miejsce dwojga z nich, którzy utracili mandaty w trakcie kadencji, radnymi z list Wspólnoty zostali Andrzej Kampa i Władysław Motyka (obaj zostawali początkowo radnymi niezrzeszonymi, a o reelekcję ubiegali się z ramienia Prawa i Sprawiedliwości; Władysław Motyka przystąpił uprzednio do klubu PiS).